# Ariel Martínez
Ariel Martínez (Sancti Spíritus, 9 mei 1986) is een Cubaans voetballer, die als aanvaller speelt.
Martínez, bijgenaamd Arielito, speelde sinds 2005 voor de Cubaanse club FC Sancti Spíritus en sinds 2006 voor de nationale ploeg. Hij maakte zijn interlanddebuut op 1 september 2006 tijdens een kwalificatiewedstrijd voor de CONCACAF Gold Cup 2007 tegen de Turks- en Caicoseilanden. Hij nam met Cuba tevens deel aan het eindtoernooi van de Gold Cup.